# 日本黒社会 LEY LINES
『日本黒社会 LEY LINES』は1999年に三池崇史監督、北村一輝主演で制作された日本映画。
差別にあがき苦しみながら自由を求め暴走する若者たちの姿を通し、表面的には煌びやかで豊かと見える日本の裏側の闇の部分を描いた社会派アクション映画である。
R-15指定。

## ストーリー
中国人の父と日本人の母との間に生まれた兄弟、龍一と俊霖の二人と親友・張の三人は、幼い頃からいじめと差別の中で生き抜いてきた。ある日、ベトナム人が経営する工場を襲い金を奪うと、故郷を捨てて新宿へ逃げ歌舞伎町へやってきた。そこで中国人娼婦アニタと出会い、彼女に金を騙し取られてしまうが、ひょんなことから知り合った黒人・バービーにトルエン売買の仕事を紹介して貰う。しかしトラブルが発生し、やがて四人は日本脱出を夢見るようになる。

## キャスト
- 呂龍一 : 北村一輝
- アニタ : 李丹
- 呂俊霖 : 柏谷享助
- 張 : 田口トモロヲ
- ウォン : 竹中直人
- 池田正也 : 哀川翔
- バービー : サムエル・ポップ
- 秀文 : 益子和浩
- 偽造パスポート屋 : 水上竜士
- 横田 : 奥野敦士
- 刑事 : 菅田俊
- パスポートセンターの係官 : 塚本耕司
- ベトナム人のバイク密売屋 : 大杉漣
- 近藤 : 渡辺哲
- SMの男 : 伊藤洋三郎

## スタッフ
- 監督 : 三池崇史
- 製作 : 土川勉
- プロデューサー : 木村俊樹
- 脚本 : 龍一朗
- 撮影 : 今泉尚亮
- 美術 : 石毛朗
- 編集 : 島村泰司
- 音楽 : 遠藤浩二
- 衣装（デザイン） : 宮田弘子
- 照明 : 白石成一
- 録音 : 佐藤幸哉
- スチール : 石川登栂子
- 助監督 : 末永賢
- 制作協力：エクセレントフィルム

## その他
張役の田口トモロヲは、三池監督作品「DEAD OR ALIVE 犯罪者」に「龍一の幼なじみ」という役柄で出演している。なお本作との具体的なシリーズ性はない。

## シリーズ
全て監督は三池。主演およびキャストは作品によって異なり、ストーリーにも関連性はない。 
- 新宿黒社会　チャイナ・マフィア戦争（1995年）
- 極道黒社会　RAINY DOG（1997年）
- 日本黒社会 LEY LINES（1999年）